# 1797 na música

## Nascimentos
| Data           | Nome              | Profissão            | Nacionalidade | Observações | Ref |
| -------------- | ----------------- | -------------------- | ------------- | ----------- | --- |
| 31 de Janeiro  | Schubert          | compositor romântico | Áustria       | m. 1828     |     |
| 29 de Novembro | Gaetano Donizetti | compositor de óperas | Itália        | m. 1848     |     |

## Mortes
| Data | Nome | Profissão | Nacionalidade | Observações | Ref |
| ---- | ---- | --------- | ------------- | ----------- | --- |